# Leon Wetmański
Leon Wetmański (Żuromin, 11 aprile 1886 – Działdowo, 10 ottobre 1941) è stato un vescovo cattolico polacco. Morì prigioniero in un campo di concentramento nazista: è stato dichiarato martire e proclamato beato da papa Giovanni Paolo II nel 1999.

## Biografia
Monsignor Leon Wetmański nacque a Żuromin l'11 aprile 1886 da Adama e Kordula (nata Chądzyński). I suoi genitori possedevano diversi mulini a vento.

### Formazione e ministero sacerdotale
Dal 1895 al 1900 frequentò la scuola municipale di Uromin. Nel 1902 iniziò a studiare alla scuola per insegnanti di Wymyślina (oggi Skępe). Fu espulso al terzo e ultimo anno di studi per aver insegnato in segreto la lingua polacca e firmato una petizione che chiedeva di includere il polacco nei programmi scolastici.
Il suo soggiorno a Wymyślina ebbe un'influenza decisiva sul suo destino. Nel 1906 superò l'esame di scuola media a Płock e fu ammesso al seminario maggiore di Płock. All'epoca il rettore era padre Antoni Julian Nowowiejski. Fu uno studente diligente e sensibile a tutti gli obblighi. Per un anno fu preside dei chierici.
Il 23 giugno 1912 fu ordinato presbitero per la diocesi di Płock da monsignor Antoni Julian Nowowiejski. Dopo le vacanze, venne inviato per ulteriori studi presso l'Accademia del Clero di San Pietroburgo. Nel 1916 si laureò in psicologia della religione.
Durante la prima guerra mondiale rimase a Pietrogrado, portò aiuto materiale e morale ai rifugiati e organizzò un orfanotrofio. A causa della guerra, non poté tornare in patria. Il vescovo locale lo assunse quindi come prefetto del liceo femminile di Pietrogrado e nel 1917 gli commissionò un corso di omiletica in un seminario locale.
Nel 1918 tornò in Polonia. Il vescovo Antoni Julian Nowowiejski lo nominò professore di ascesi e mistica e padre spirituale del seminario di Płock. Fu anche confessore nei seminari minore e superiore di Płock. Era il patrono di molte campagne clericali. Per sua iniziativa si formò un circolo missionario e di astinenza. Divenne poi vice rettore del seminario di Płock.
Aveva una profonda vita religiosa e, oltre al lavoro pastorale, si occupava della lotta contro l'alcolismo. Nel 1921 iniziò a lavorare nel santuario della Divina Misericordia come padre spirituale della Congregazione delle Suore della Passione e della Suore piccole ancelle della Beata Vergine Maria Immacolata. Era il confessore delle religiose e predicava ritiri spirituali giornalieri e mensili.

### Ministero episcopale
Il 19 dicembre 1927 papa Pio XI lo nominò vescovo ausiliare di Płock e titolare di Camaco. Ricevette l'ordinazione episcopale il 22 aprile successivo dal vescovo di Płock Antoni Julian Nowowiejski, coconsacranti il vescovo di Pinsk Zygmunt Konstanty Antoni Łoziński e quello di Chełmno Stanisław Wojciech Okoniewski.
Continuò a dedicarsi all'opera missionaria e di beneficenza e, come vescovo ausiliare, si occupò anche della curia e delle visite alle parrocchie. La passione della sua vita erano la carità e la predicazione di ritiri spirituali. A essi dedicava gran parte del suo tempo e dell'attenzione. Nel 1931 divenne presidente della Caritas diocesana e fondò l'Associazione delle donne della misericordia.
Fu il segretario generale dell'Unione delle missioni spirituali polacche e dal 1939 direttore dell'Unione apostolica nazionale dei sacerdoti. Riprese l'attività della mensa per i poveri e creò una cucina che offriva 500 pasti gratuiti ogni giorno.
Dopo lo scoppio della seconda guerra mondiale riuscì a portare avanti le sue iniziative per qualche tempo. L'11 novembre 1939 fu arrestato dai tedeschi e incarcerato in una prigione locale. Dopo qualche giorno venne scarcerato e riprese le sue opere. Il 28 febbraio 1940 venne deportato a Słupno. Lì celebrò segretamente la messa e conferì l'ordinazione presbiterale agli studenti dell'ultimo anno del seminario maggiore di Płock. La notte del 6 marzo 1941, insieme all'arcivescovo Antoni Julian Nowowiejski, fu trasportato a Płock, e da lì al campo di concentramento di Soldau a Działdowo. Fu posto in una cella con altri sacerdoti. Riuscì a tenere delle funzioni liturgiche e cercò di portare se stesso e i suoi fratelli sacerdoti alla piena maturità. Probabilmente morì nell'epidemia di tifo che scoppiò tra il luglio e l'agosto del 1941. Secondo altre fonti venne fucilato nella foresta vicino a Białutami. La data ufficiale della sua morte secondo le autorità tedesche è il 10 ottobre 1941.
Gli è intitolata la scuola media di Sierpc e, insieme all'arcivescovo Antoni Julian Nowowiejski, la scuola media cattolica privata di Sikorz.

## Beatificazione
È tra i 108 martiri proclamati beati da papa Giovanni Paolo II il 13 giugno 1999 a Varsavia.
Il suo elogio si legge nel Martirologio romano al 10 ottobre.

## Genealogia episcopale
La genealogia episcopale è:
- Cardinale Scipione Rebiba
- Cardinale Giulio Antonio Santori
- Cardinale Girolamo Bernerio, O.P.
- Vescovo Claudio Rangoni
- Arcivescovo Wawrzyniec Gembicki
- Arcivescovo Jan Wężyk
- Vescovo Piotr Gembicki
- Vescovo Jan Gembicki
- Vescovo Bonawentura Madaliński
- Vescovo Jan Małachowski
- Arcivescovo Stanisław Szembek
- Vescovo Felicjan Konstanty Szaniawski
- Vescovo Andrzej Stanisław Załuski
- Arcivescovo Adam Ignacy Komorowski
- Arcivescovo Władysław Aleksander Łubieński
- Vescovo Andrzej Mikołaj Stanisław Kostka Młodziejowski
- Arcivescovo Kasper Kazimierz Cieciszowski
- Vescovo Franciszek Borgiasz Mackiewicz
- Vescovo Michał Piwnicki
- Arcivescovo Ignacy Ludwik Pawłowski
- Arcivescovo Kazimierz Roch Dmochowski
- Arcivescovo Wacław Żyliński
- Vescovo Aleksander Kazimierz Bereśniewicz
- Arcivescovo Szymon Marcin Kozłowski
- Vescovo Mečislovas Leonardas Paliulionis
- Arcivescovo Bolesław Hieronim Kłopotowski
- Arcivescovo Jerzy Józef Elizeusz Szembek
- Arcivescovo Apolinary Wnukowski
- Arcivescovo Antoni Julian Nowowiejski
- Vescovo Leon Wetmański